# Wenzen (kommunfritt område)
Wenzen är ett kommunfritt område i Landkreis Holzminden i förbundslandet Niedersachsen i Tyskland.